# Народна скупштина Савезне Републике Нигерије
Народна скупштина Савезне Републике Нигерије (енгл. National Assembly of the Federal Republic of Nigeria) дводомно је народно представништво и законодавни орган у Нигерији. Састоји се из Сената са 109 чланова и Представничког дома са 360 чланова.
Представнички дом и Сенат морају потврдити сваки законски предлог да би постао закон. Закон се онда шаље даље на потпис предсједнику. Уколико предсједник уложи вето на закон потребно је да оба дома Народне скупштине усвоје појединачно поновно закон са већином од 3/5 чланова да би закон ступио на снагу и без предсједничког потписа.
Народна скупштина оснива одборе и комисије који претресају законске предлоге и надгледају рад министара и владиних функционера. Мандат Народној скупштини траје четири године након чега је предсједник Савезне Републике Нигерије дужан да је распусти и распише изборе.
Сенат има јединствена овлашћења да покрене опозив судија и високих функционера извршне власти укључујући и чланове изборних комисија. Он потврђује и сва предсједничка именовања виших дипломата, чланова савезног кабинета, судија и чланова независних савезних комисија.